# Laurentiuskapelle (Trittenheim)
Die Laurentiuskapelle in Trittenheim an der Mosel ist eine im Jahr 1569 urkundlich erstmals erwähnte Kapelle, die neben der Pfarrkirche Sankt Clemens auf dem Laurentiusberg (dem Ort Leiwen gegenüber) dem heiligen Laurentius gewidmet ist. Um sie rankte sich im Mittelalter eine Sage. Es ist nicht abschließend geklärt, ob die Laurentiuskapelle Trittenheims erste Pfarrkirche gewesen ist.
Heute ist die Laurentiuskapelle eine Gedächtniskapelle für die im Ersten Weltkrieg 1914–1918 und Zweiten Weltkrieg 1939–1945 gefallenen Trittenheimer Bürger. Auf vier Tafeln sind die Namen der Gefallenen und Vermissten verzeichnet.
Der am 15. Dezember 1996 gegründete Förderverein Laurentiuskapelle Trittenheim e. V. kümmert sich seit seiner Gründung um den Erhalt des Gebäudes, zuletzt zwischen 1997 und 1999 in Form einer vollständigen Renovierung.

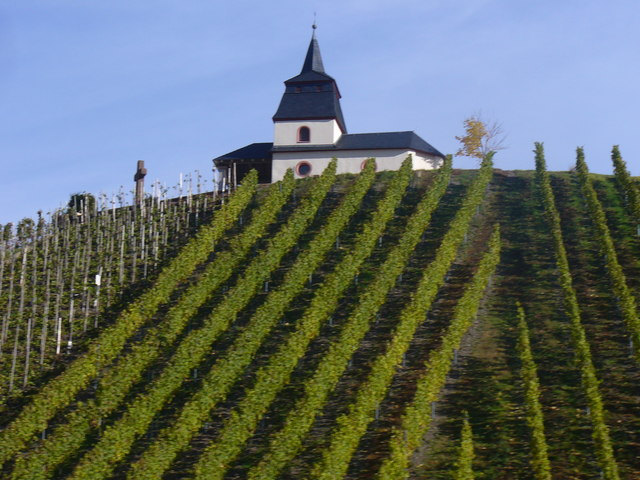
Laurentiuskapelle bei Trittenheim
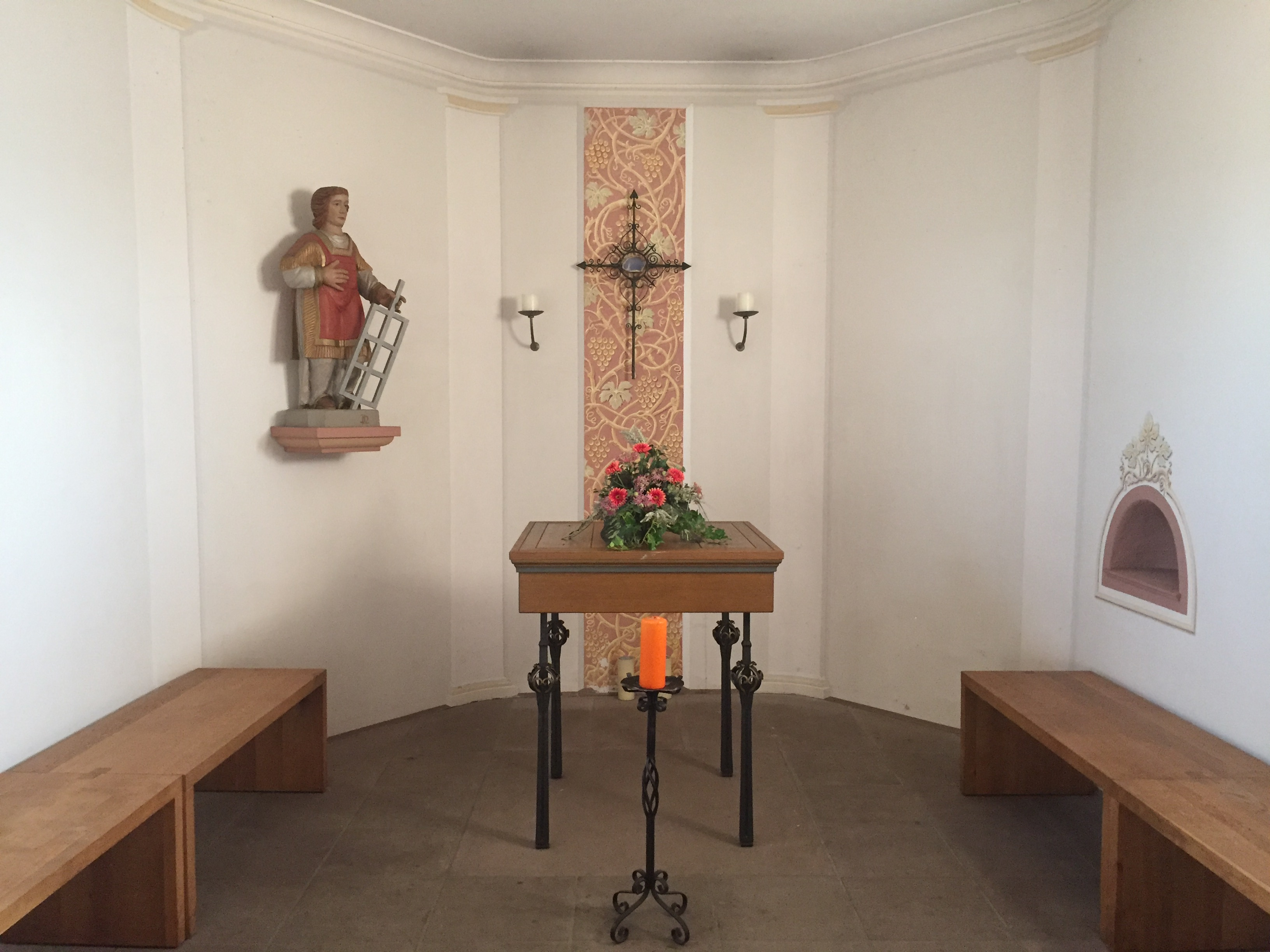
Innenaufnahme der Laurentiuskapelle bei Trittenheim